# محطة قطار باتنة
محطة باتنة هي محطة قطار جزائرية تقع في إقليم بلدية باتنة، ولاية باتنة.

## الموقع في السكك الحديدية
تقع المحطة شمال مدينة باتنة على الخط الرابط بين القراح وتقرت. تسبقها محطة جامعة مصطفى بن بولعيد وتليها محطة جامعة الحاج لخضر.

## خدمة الركاب

### خدمة
محطة باتنة تخدمها :
- قطارات الخط الرئيسي لخط الجزائر – باتنة؛[1]

- القطارات الإقليمية للاتصالات:
  - سكيكدة – عين التوتة؛
  - قسنطينة – بسكرة؛[2][3]
  - عين التوتة – جرمة.[4][5]

## روابط خارجية
- "SNTF". Société nationale des transports ferroviaires (SNTF). مؤرشف من الأصل في 2025-06-02.